# Kreisgericht Genthin (Preußen)
Das Kreisgericht Genthin war von 1849 bis 1879 ein preußisches Kreisgericht mit Sitz in Genthin. 

## Geschichte
Die „Verordnung über die Aufhebung der Privatgerichtsbarkeit und des eximierten Gerichtsstandes sowie über die anderweitige Organisation der Gerichte“ vom 2. Januar 1849 hob die Patrimonialgerichtsbarkeit auf. Gleichzeitig wurde das Appellationsgericht Magdeburg geschaffen, dem Kreisgerichte, darunter das Kreisgericht Genthin zugeordnet waren. Sein Sprengel umfasste den größten Teil des Landkreises Jerichow II und einen Teil des Landkreises Jerichow I mit den Städten Genthin, Jerichow und Ziesar. Der Sprengel umfasste 50.996 Gerichtseingesessene. Schwurgerichtsangelegenheiten wurden beim Stadt- und Kreisgericht Magdeburg behandelt. Eine Gerichtskommission wurde in Ziesar eingerichtet.
Mit den Reichsjustizgesetzen wurden die Gerichte im Deutschen Reich vereinheitlicht. Das Kreisgericht Genthin wurde 1879 aufgehoben. Neu eingerichtet wurde nun das Amtsgericht Genthin im Bezirk des Landgerichtes Stendal.

## Gerichtskommission Ziesar
Der Sprengel der Gerichtskommission Ziesar umfasste die Orte Ziesar mit der Herrenmühle und der Burg, Böcke, Buckau mit Birkenreismühle, Bücknitz mit Eulmühle, Cöpernitz, Dahlen mit Hohenspringe, Dretzen, Egelinde mit Blockhäusern und Wogenhütten, Glienecke, Görzke, Görzke I. Gut (Börnecke und Mahlenzien), Görzke II. Gut (Hohenlobbeke und Borgsdorf), Görzke III. Gut (Dangelsdorf), Gräben mit Gütern, Grebs, Grüningen, Mahlenzien, Pablitz, Pramsdorf, Räsdorf, Rogäsen, Rottstock mit Rothehaus, Schopsdorf mit Dreibach, Gottesforth und Rosenkrug, Steinberg, Struvenberg, Tucheim, Viesen, Vor-Ziesar, Albrecht’sches und von Borsch’sches Gut, Werbig mit Verlorenwasser und Hosenspringe, Wendelobbese, Wenzlow, Wollin mit Mühlen und Zitz.
Die Gerichtskommission Ziesar wurde 1879 aufgehoben und das Amtsgericht Ziesar gebildet.